# Ptolemeusz XIII
Ptolemeusz XIII Filopator Filometor (gr. basileus Ptolemaios XIII Theos Philopator III Theos Philometor IV - król Ptolemeusz Bóg Miłujący Ojca Bóg Miłujący Matkę) (ur. 61 p.n.e., zm. 47 p.n.e.) – władca Egiptu z dynastii Ptolemeuszów. Panował w latach 51-47 p.n.e. Jego ojcem był Ptolemeusz XII. Matka nie jest znana.

## Życiorys
Pod koniec życia Ptolemeusza XII (od 52 p.n.e.) występował oficjalnie jako współwładca Egiptu. Był młodszym bratem Kleopatry VII, z którą po śmierci ojca w 51 p.n.e. ożenił się i dzielił władzę. Pod wpływem regentów: swojego piastuna, eunucha Pothejnosa, nauczyciela, retora Theodetesa z Chios i naczelnego wodza armii królewskiej Achillasa odsunął siostrę od władzy i w 48 p.n.e. zmusił ją do ucieczki do Syrii.
Wygnana Kleopatra, zebrawszy armię, obległa Peluzjum, na wieść o czym Ptolemeusz wyruszył z armią w kierunku tejże twierdzy. W tym samym czasie do Egiptu przybył uciekający po swojej klęsce pod Farsalos przyjaciel i sojusznik Ptolemeusza – Pompejusz. Pod wpływem regentów Ptolemeusz zlecił zamordowanie go, ażeby przypodobać się Cezarowi. Ten ostatni jesienią 48 p.n.e. przybył do Aleksandrii i zmusił Lagidów do podjęcia rokowań; za jego sprawą doszło do porozumienia między rodzeństwem. Kleopatra, która wcześniej potajemnie przedostała się do Cezara, przekonała go do swoich praw do tronu; Ptolemeusz musiał formalnie zgodzić się na współrządy z siostrą.
Regenci jednak nie przyjęli werdyktu Cezara. Pothejnos podburzył lud Aleksandrii przeciwko Rzymianom, a pozostająca pod Peluzjum armia egipska ruszyła pod wodzą Achillasa na stolicę. Wojska te ogłosiły Arsinoe IV, siostrę Ptolemeusza, królową Egiptu. Faktycznie jednak kontrolę nad armią sprawował jej opiekun Ganimedes. W międzyczasie na rozkaz Cezara skrytobójczo zamordowany został Achillas. Doszło do zawieszenia broni między przeciwnikami, podczas którego Ptolemeusz został wypuszczony z Aleksandrii i przedostał się do egipskiego wojska. Stanął na czele armii, wszczął na nowo wojnę i ruszył przeciwko rzymskim posiłkom, idącym z Syrii i Cylicji, z którymi Cezar zdążył się jednak połączyć. W marcu 47 p.n.e. rozegrała się bitwa, w której armia egipska została rozbita przez siły Cezara. Uciekający Ptolemeusz zginął, prawdopodobnie gdy przewożący go statek zatonął w nurtach Nilu.